# Fernando Sancho Les
Fernando Sancho Les (Zaragoza; 7 de gener de 1916 - Madrid; 31 de juliol de 1990) va ser un actor espanyol.

## Biografia
Després de la seva primera pel·lícula, Polizón a bordo, va arribar Orosia (1944) i una breu carrera en el doblatge. Fernando Sancho va ser conegut sobretot pels seus nombrosos papers a diferents Spaghetti westerns, alguns d'ells dirigits per Ignacio F. Iquino i protagonitzats per Richard Harrison. Habitualment actuava no com a protagonista, sinó que interpretava a un bandit mexicà. És possible que cap altre actor hagi representat tantes vegades aquest tipus de paper. Segons sembla, fora de l'estudi era una persona amb cultura. També tenia un punt d'extravagant i va saber fer-se amb l'afecte del públic.
També va actuar en algunes grans produccions de Hollywood com a actor secundari. En són exemples Rei de reis (King of Kings) (1961), Lawrence d'Aràbia (Lawrence of Aràbia) (1962) i 55 dies a Pequín (55 Days at Peking) (1963).
Sancho també va actuar a tres pel·lícules realitzades sobre obres de Karl May: a La caravana de esclavos (Die Sklavenkarawane) (1958) i El León de Babilonia (Der Löwe von Babylon) (1959), interpretant al professor Ignaz Pfotenhauer, i a En el reino del león de plata (Im Reiche des silbernen Löwen) (1965) com a padishá.
Entre els anys 1960 i 1970 va aparèixer en diverses pel·lícules de terror espanyoles. Un dels seus millors papers el realitzà a El ataque de los muertos sin ojos, dirigida per Amando de Ossorio al costat de Frank Braña. En 1977 va participar en el film d'intriga Objectiu: matar (al costat de John Ireland, Lee Van Cleef i Carmen Cervera) i l'any 1983 en la comèdia Les autonosuyas. Un any abans de la seva mort va aparèixer per última vegada en la pel·lícula de terror La luna negra (1989) amb Mario Adorf.
Va morir a Madrid l'any 1990 a causa d'un càncer.

## Premis
- (1962) Premi del Sindicat Nacional de l'Espectacle, per l'obra El hijo del capitán Blood[4]
- (1971) Premi del Sindicat Nacional de l'Espectacle, per l'obra El más fabuloso golpe del Far West[4]
- (1972) Premi del Círculo de Escritores Cinematográficos, per l'obra La Guerrilla[4]
- (1980) Premi del Círculo de Escritores Cinematográficos, per la seva labor[4]
- (2016) Premi 'Leone in memoriam' de l'Almería Western Film Festival[5]